# زنی دست دوم
زنی دست دوم (ایتالیایی: Una donna di seconda mano) یک فیلم درام ایتالیایی به کارگردانی پینو توزینی است که در سال ۱۹۷۷ منتشر شد.

## گزیدهٔ بازیگران
- زنتا برگر
- رینا نیهاوس
- استفانو ساتا فلورس
- انریکو ماریا سالرنو
- ماشا مریل
- آنتینیزکا نمور
- جولیانا ریورا